# Балка Лозуватка
Балка Лозуватка — балка (річка) в Україні у Компаніївському районі Кіровоградської області. Права притока річки Інгулу (басейн Південного Бугу).

## Опис
Довжина балки приблизно 7,90 км, найкоротша відстань між витоком і гирлом — 6,97 км, коефіцієнт звивистості річки — 1,13. Формується декількома струмками та загатами.

## Розташування
Бере початок у селі Гордіївка. Тече переважно на південний схід понад селом Павлівкою і на північно-східній околиці села Лозуватки впадає в річку Інгул, ліву притоку річки Південного Бугу.

## Цікаві факти
- На правому березі балки пролягає автошлях Т 1216[3] (автомобільний шлях територіального значення в Кіровоградській області. Проходить територією Кропивницького району через Компаніївку — Устинівку. Загальна довжина — 43,5 км.).
- У XX столітті на балці існували скотний двір, молочно,-вівце-тваринні ферми (МТФ, ПТФ), газгольдер та газові свердловини[2], а у XIX столітті водяний та вітряний млини[1].